# LGA 1156
LGA 1156 (Socket H vagy H1), az Intel asztali processzorfoglalata. Az utódja az LGA 1155.
Az LGA 1156, párhuzamosan az LGA 1366-tal, az LGA 775 leváltására lett fejlesztve. Míg az LGA 775 foglalatba illeszkedő processzorok az északi hídhoz kapcsolódtak az FSB-on keresztül, addig az Intel ezeket a funkciókat integrálta az LGA 1156-os processzoraiba. Ez lehetővé tette a következő közvetlen kapcsolatokat a rendszer és a processzor között:
- PCI Express 2.0 ×16 a videókártyák használatához. Néhány processzor szét tudta osztani ezt két darab ×8-as sávra is, néhány alaplapgyártó – akik Nvidia NF200 chipet használtak – még többet is engedélyeztek.
- DMI a Platform Controller Hubbal (PCH) való kommunikációhoz. Ez tartalmazta a PCI-Express 2.0 ×4 kapcsolatokat is.
- FDI a PCH-val való kommunikációhoz. Ez két DisplayPort kimenetet jelentett.
- Két memóriacsatorna amelyek a DDR3 SDRAM-ok támogatását adták. A támogatott memóriaórajelet a processzor határozza meg.

Az LGA 1156 foglalat és processzorok gyártása 2012-ben befejeződött és az utód az LGA 1155 foglalat lett. Az LGA 1366 gyártása ugyanekkor fejeződött be.

## Támogatott processzorok
| Kódnév    | Márka név | Modell (lista) | Órajel        | Mag/Szál     | Maximum RAM órajel |
| --------- | --------- | -------------- | ------------- | ------------ | ------------------ |
| Lynnfield | Core i5   | i5-7xx         | 2.66-2.8 GHz  | 4/4          | DDR3-1333          |
| Lynnfield | Core i7   | i7-8xx         | 2.8-3.07 GHz  | 4/8          | DDR3-1333          |
| Lynnfield | Xeon      | L34xx          | 1.86 GHz      | 4/4 vagy 4/8 | DDR3-1333          |
| Lynnfield | Xeon      | X34xx          | 2.4-3.07 GHz  | 4/4 vagy 4/8 | DDR3-1333          |
| Clarkdale | Celeron   | G1xxx          | 2.26 GHz      | 2/2          | DDR3-1066          |
| Clarkdale | Pentium   | G6xxx          | 2.80 GHz      | 2/2          | DDR3-1066          |
| Clarkdale | Core i3   | i3-5/9xx       | 2.93-3.33 GHz | 2/4          | DDR3-1333          |
| Clarkdale | Core i5   | i5-6xx         | 3.2-3.6 GHz   | 2/4          | DDR3-1333          |

Minden LGA 1156 processzor és alaplap úgy lett tervezve, hogy szabadon változtathatóak. Ez lehetővé teszi, hogy váltani lehessen Celeron, Pentium, Core i3 vagy épp Core i5 integrált grafikus meghajtóval és Core i5 vagy Core i7 grafikus meghajtó nélküli változatok között. Ugyanakkor, egy processzor használata integrált grafikus meghajtóval egy P55 alaplapban (BIOS frissítés mellett) nem fogja az integrált használatát és hasonlóan egy H55, H57 vagy Q57 alaplap sem fogja kihasználni integrált grafikus meghajtó nélkül a kimenetet az alaplapon.

## Támogatott chipsetek
Az asztali chipsetek, amelyek támogatják az LGA 1156 foglalatot a következőek: Intel H55, H57, P55 és Q57. A szerver chipsetek Intel 3400, 3420 és 3450.

## Lásd még
- Intel processzorok listája
- Intel Core i3 processzorok listája
- Intel Core i5 processzorok listája
- Intel Core i7 processzorok listája
- Intel Pentium processzorok listája
- Intel Celeron processzorok listája
- Intel Xeon processzorok listája
- Clarkdale (processzor)
- Lynnfield (processzor)
- LGA 775
- LGA 1366
- LGA 1155